# NHL (1974/1975)
Sezon NHL 1974/1975 był 58. sezonem ligi NHL. Osiemnaście zespołów rozegrało 80 meczów. Puchar Stanleya zdobyła drużyna Philadelphia Flyers. Po raz pierwszy ligę podzielono na dwie konferencje:
- Księcia Walii, podzieloną na dywizje: Adams oraz Norris;
- Clarenca Campbella, która dzieliła się na dywizje: Patrick oraz Smythe.

## Sezon zasadniczy
M = Mecze, W = Wygrane, P = Przegrane, R = Remisy, PKT = Punkty, GZ = Gole Zdobyte, GS = Gole Stracone, KwM = Kary w Minutach

### Konferencja Księcia Walii
| Dywizja Adams           | M  | W  | P  | R  | PKT | GZ  | GS  | KwM  |
| ----------------------- | -- | -- | -- | -- | --- | --- | --- | ---- |
| Buffalo Sabres          | 80 | 49 | 16 | 15 | 113 | 354 | 240 | 1229 |
| Boston Bruins           | 80 | 40 | 26 | 14 | 94  | 345 | 245 | 1153 |
| Toronto Maple Leafs     | 80 | 31 | 33 | 16 | 78  | 280 | 309 | 1079 |
| California Golden Seals | 80 | 19 | 48 | 13 | 51  | 212 | 316 | 1101 |

| Dywizja Norris      | M  | W  | P  | R  | PKT | GZ  | GS  | KwM  |
| ------------------- | -- | -- | -- | -- | --- | --- | --- | ---- |
| Montreal Canadiens  | 80 | 47 | 14 | 19 | 113 | 374 | 225 | 1155 |
| Los Angeles Kings   | 80 | 42 | 17 | 21 | 105 | 269 | 185 | 1185 |
| Pittsburgh Penguins | 80 | 37 | 28 | 15 | 89  | 326 | 289 | 1119 |
| Detroit Red Wings   | 80 | 23 | 45 | 12 | 58  | 259 | 335 | 1078 |
| Washington Capitals | 80 | 8  | 67 | 5  | 21  | 181 | 446 | 1085 |

### Konferencja Campbella
| Dywizja Patrick     | M  | W  | P  | R  | PKT | GZ  | GS  | KwM  |
| ------------------- | -- | -- | -- | -- | --- | --- | --- | ---- |
| Philadelphia Flyers | 80 | 51 | 18 | 11 | 113 | 293 | 181 | 1969 |
| New York Rangers    | 80 | 37 | 29 | 14 | 88  | 319 | 276 | 1053 |
| New York Islanders  | 80 | 33 | 25 | 22 | 88  | 264 | 221 | 1118 |
| Atlanta Flames      | 80 | 34 | 31 | 15 | 83  | 243 | 233 | 915  |

| Dywizja Smythe        | M  | W  | P  | R  | PKT | GZ  | GS  | KwM  |
| --------------------- | -- | -- | -- | -- | --- | --- | --- | ---- |
| Vancouver Canucks     | 80 | 38 | 32 | 10 | 86  | 271 | 254 | 965  |
| St. Louis Blues       | 80 | 35 | 31 | 14 | 84  | 269 | 267 | 1275 |
| Chicago Black Hawks   | 80 | 37 | 35 | 8  | 82  | 268 | 241 | 1112 |
| Minnesota North Stars | 80 | 23 | 50 | 7  | 53  | 221 | 341 | 1106 |
| Kansas City Scouts    | 80 | 15 | 54 | 11 | 41  | 184 | 328 | 744  |

### Najlepsi strzelcy
| Zawodnik          | Drużyna             | Mecze | Bramki | Asysty | Punkty |
| ----------------- | ------------------- | ----- | ------ | ------ | ------ |
| Bobby Orr         | Boston Bruins       | 80    | 46     | 89     | 135    |
| Phil Esposito     | Boston Bruins       | 79    | 61     | 66     | 127    |
| Marcel Dionne     | Detroit Red Wings   | 80    | 47     | 74     | 121    |
| Guy Lafleur       | Montreal Canadiens  | 70    | 53     | 66     | 119    |
| Pete Mahovlich    | Montreal Canadiens  | 80    | 35     | 82     | 117    |
| Bobby Clarke      | Philadelphia Flyers | 80    | 27     | 89     | 116    |
| René Robert       | Buffalo Sabres      | 74    | 40     | 60     | 100    |
| Rod Gilbert       | New York Rangers    | 76    | 36     | 61     | 97     |
| Gilbert Perreault | Buffalo Sabres      | 68    | 39     | 57     | 96     |
| Rick Martin       | Buffalo Sabres      | 68    | 52     | 43     | 95     |

## Playoffs

### Runda wstępna
| Los Angeles Kings - Toronto Maple Leafs | Los Angeles Kings - Toronto Maple Leafs | Los Angeles Kings - Toronto Maple Leafs | Los Angeles Kings - Toronto Maple Leafs | Los Angeles Kings - Toronto Maple Leafs | Los Angeles Kings - Toronto Maple Leafs | Los Angeles Kings - Toronto Maple Leafs |
| Data                                    | Wyjazd                                  | Wyjazd                                  | Dom                                     | Dom                                     |                                         |                                         |
| --------------------------------------- | --------------------------------------- | --------------------------------------- | --------------------------------------- | --------------------------------------- | --------------------------------------- | --------------------------------------- |
| 8 kwietnia                              | Toronto                                 | 2                                       | 3                                       | Los Angeles                             | Po dogrywce                             |                                         |
| 10 kwietnia                             | Los Angeles                             | 2                                       | 3                                       | Toronto                                 | Po dogrywce                             |                                         |
| 11 kwietnia                             | Toronto                                 | 2                                       | 1                                       | Los Angeles                             |                                         |                                         |
| Toronto wygrało 2:1                     |                                         |                                         |                                         |                                         |                                         |                                         |

| Boston Bruins - Chicago Blackhawks | Boston Bruins - Chicago Blackhawks | Boston Bruins - Chicago Blackhawks | Boston Bruins - Chicago Blackhawks | Boston Bruins - Chicago Blackhawks | Boston Bruins - Chicago Blackhawks | Boston Bruins - Chicago Blackhawks |
| Data                               | Wyjazd                             | Wyjazd                             | Dom                                | Dom                                |                                    |                                    |
| ---------------------------------- | ---------------------------------- | ---------------------------------- | ---------------------------------- | ---------------------------------- | ---------------------------------- | ---------------------------------- |
| 8 kwietnia                         | Chicago                            | 2                                  | 8                                  | Boston                             |                                    |                                    |
| 10 kwietnia                        | Boston                             | 3                                  | 4                                  | Chicago                            | Po dogrywce                        |                                    |
| 11 kwietnia                        | Chicago                            | 6                                  | 4                                  | Boston                             |                                    |                                    |
| Chicago wygrało 2:1                |                                    |                                    |                                    |                                    |                                    |                                    |

| Pittsburgh Penguins - St. Louis Blues | Pittsburgh Penguins - St. Louis Blues | Pittsburgh Penguins - St. Louis Blues | Pittsburgh Penguins - St. Louis Blues | Pittsburgh Penguins - St. Louis Blues | Pittsburgh Penguins - St. Louis Blues | Pittsburgh Penguins - St. Louis Blues |
| Data                                  | Wyjazd                                | Wyjazd                                | Dom                                   | Dom                                   |                                       |                                       |
| ------------------------------------- | ------------------------------------- | ------------------------------------- | ------------------------------------- | ------------------------------------- | ------------------------------------- | ------------------------------------- |
| 8 kwietnia                            | St. Louis                             | 3                                     | 4                                     | Pittsburgh                            |                                       |                                       |
| 10 kwietnia                           | Pittsburgh                            | 5                                     | 3                                     | St. Louis                             |                                       |                                       |
| Pittsburgh wygrało 2:0                |                                       |                                       |                                       |                                       |                                       |                                       |

| New York Rangers - New York Islanders | New York Rangers - New York Islanders | New York Rangers - New York Islanders | New York Rangers - New York Islanders | New York Rangers - New York Islanders | New York Rangers - New York Islanders | New York Rangers - New York Islanders |
| Data                                  | Wyjazd                                | Wyjazd                                | Dom                                   | Dom                                   |                                       |                                       |
| ------------------------------------- | ------------------------------------- | ------------------------------------- | ------------------------------------- | ------------------------------------- | ------------------------------------- | ------------------------------------- |
| 8 kwietnia                            | NY Islanders                          | 3                                     | 2                                     | NY Rangers                            |                                       |                                       |
| 10 kwietnia                           | NY Rangers                            | 8                                     | 3                                     | NY Islanders                          |                                       |                                       |
| 11 kwietnia                           | NY Islanders                          | 4                                     | 3                                     | NY Rangers                            | Po dogrywce                           |                                       |
| NY Islanders wygrało 2:1              |                                       |                                       |                                       |                                       |                                       |                                       |

### Ćwierćfinały
| Philadelphia Flyers - Toronto Maple Leafs | Philadelphia Flyers - Toronto Maple Leafs | Philadelphia Flyers - Toronto Maple Leafs | Philadelphia Flyers - Toronto Maple Leafs | Philadelphia Flyers - Toronto Maple Leafs | Philadelphia Flyers - Toronto Maple Leafs | Philadelphia Flyers - Toronto Maple Leafs |
| Data                                      | Wyjazd                                    | Wyjazd                                    | Dom                                       | Dom                                       |                                           |                                           |
| ----------------------------------------- | ----------------------------------------- | ----------------------------------------- | ----------------------------------------- | ----------------------------------------- | ----------------------------------------- | ----------------------------------------- |
| 13 kwietnia                               | Toronto                                   | 3                                         | 6                                         | Philadelphia                              |                                           |                                           |
| 15 kwietnia                               | Toronto                                   | 0                                         | 3                                         | Philadelphia                              |                                           |                                           |
| 17 kwietnia                               | Philadelphia                              | 2                                         | 0                                         | Toronto                                   |                                           |                                           |
| 19 kwietnia                               | Philadelphia                              | 4                                         | 3                                         | Toronto                                   | Po dogrywce                               |                                           |
| Philadelphia wygrało 4:0                  |                                           |                                           |                                           |                                           |                                           |                                           |

| Buffalo Sabres - Chicago Blackhawks | Buffalo Sabres - Chicago Blackhawks | Buffalo Sabres - Chicago Blackhawks | Buffalo Sabres - Chicago Blackhawks | Buffalo Sabres - Chicago Blackhawks | Buffalo Sabres - Chicago Blackhawks | Buffalo Sabres - Chicago Blackhawks |
| Data                                | Wyjazd                              | Wyjazd                              | Dom                                 | Dom                                 |                                     |                                     |
| ----------------------------------- | ----------------------------------- | ----------------------------------- | ----------------------------------- | ----------------------------------- | ----------------------------------- | ----------------------------------- |
| 13 kwietnia                         | Chicago                             | 1                                   | 4                                   | Buffalo                             |                                     |                                     |
| 15 kwietnia                         | Chicago                             | 1                                   | 3                                   | Buffalo                             |                                     |                                     |
| 17 kwietnia                         | Buffalo                             | 4                                   | 5                                   | Chicago                             | Po dogrywce                         |                                     |
| 20 kwietnia                         | Buffalo                             | 6                                   | 2                                   | Chicago                             |                                     |                                     |
| 22 kwietnia                         | Chicago                             | 1                                   | 3                                   | Buffalo                             |                                     |                                     |
| Buffalo wygrało 4:1                 |                                     |                                     |                                     |                                     |                                     |                                     |

| Montreal Canadiens - Vancouver Canucks | Montreal Canadiens - Vancouver Canucks | Montreal Canadiens - Vancouver Canucks | Montreal Canadiens - Vancouver Canucks | Montreal Canadiens - Vancouver Canucks | Montreal Canadiens - Vancouver Canucks | Montreal Canadiens - Vancouver Canucks |
| Data                                   | Wyjazd                                 | Wyjazd                                 | Dom                                    | Dom                                    |                                        |                                        |
| -------------------------------------- | -------------------------------------- | -------------------------------------- | -------------------------------------- | -------------------------------------- | -------------------------------------- | -------------------------------------- |
| 13 kwietnia                            | Vancouver                              | 2                                      | 6                                      | Montreal                               |                                        |                                        |
| 15 kwietnia                            | Vancouver                              | 2                                      | 1                                      | Montreal                               |                                        |                                        |
| 17 kwietnia                            | Montreal                               | 4                                      | 1                                      | Vancouver                              |                                        |                                        |
| 19 kwietnia                            | Montreal                               | 4                                      | 0                                      | Vancouver                              |                                        |                                        |
| 22 kwietnia                            | Vancouver                              | 4                                      | 5                                      | Montreal                               | Po dogrywce                            |                                        |
| Montreal wygrało 4:1                   |                                        |                                        |                                        |                                        |                                        |                                        |

| Pittsburgh Penguins - New York Islanders | Pittsburgh Penguins - New York Islanders | Pittsburgh Penguins - New York Islanders | Pittsburgh Penguins - New York Islanders | Pittsburgh Penguins - New York Islanders | Pittsburgh Penguins - New York Islanders | Pittsburgh Penguins - New York Islanders |
| Data                                     | Wyjazd                                   | Wyjazd                                   | Dom                                      | Dom                                      |                                          |                                          |
| ---------------------------------------- | ---------------------------------------- | ---------------------------------------- | ---------------------------------------- | ---------------------------------------- | ---------------------------------------- | ---------------------------------------- |
| 13 kwietnia                              | NY Islanders                             | 4                                        | 5                                        | Pittsburgh                               |                                          |                                          |
| 15 kwietnia                              | NY Islanders                             | 1                                        | 3                                        | Pittsburgh                               |                                          |                                          |
| 17 kwietnia                              | Pittsburgh                               | 6                                        | 4                                        | NY Islanders                             |                                          |                                          |
| 20 kwietnia                              | Pittsburgh                               | 1                                        | 3                                        | NY Islanders                             |                                          |                                          |
| 22 kwietnia                              | NY Islanders                             | 4                                        | 2                                        | Pittsburgh                               |                                          |                                          |
| 24 kwietnia                              | Pittsburgh                               | 1                                        | 4                                        | NY Islanders                             |                                          |                                          |
| 26 kwietnia                              | NY Islanders                             | 1                                        | 0                                        | Pittsburgh                               |                                          |                                          |
| NY Islanders wygrało 4:3                 |                                          |                                          |                                          |                                          |                                          |                                          |

### Półfinały
| Philadelphia Flyers - New York Islanders | Philadelphia Flyers - New York Islanders | Philadelphia Flyers - New York Islanders | Philadelphia Flyers - New York Islanders | Philadelphia Flyers - New York Islanders | Philadelphia Flyers - New York Islanders | Philadelphia Flyers - New York Islanders |
| Data                                     | Wyjazd                                   | Wyjazd                                   | Dom                                      | Dom                                      |                                          |                                          |
| ---------------------------------------- | ---------------------------------------- | ---------------------------------------- | ---------------------------------------- | ---------------------------------------- | ---------------------------------------- | ---------------------------------------- |
| 29 kwietnia                              | NY Islanders                             | 1                                        | 4                                        | Philadelphia                             |                                          |                                          |
| 1 maja                                   | NY Islanders                             | 4                                        | 5                                        | Philadelphia                             | Po dogrywce                              |                                          |
| 4 maja                                   | Philadelphia                             | 1                                        | 0                                        | NY Islanders                             |                                          |                                          |
| 7 maja                                   | Philadelphia                             | 3                                        | 4                                        | NY Islanders                             | Po dogrywce                              |                                          |
| 8 maja                                   | NY Islanders                             | 5                                        | 1                                        | Philadelphia                             |                                          |                                          |
| 11 maja                                  | Philadelphia                             | 1                                        | 2                                        | NY Islanders                             |                                          |                                          |
| 13 maja                                  | NY Islanders                             | 1                                        | 4                                        | Philadelphia                             |                                          |                                          |
| Philadelphia wygrała 4:3                 |                                          |                                          |                                          |                                          |                                          |                                          |

| Buffalo Sabres - Montreal Canadiens | Buffalo Sabres - Montreal Canadiens | Buffalo Sabres - Montreal Canadiens | Buffalo Sabres - Montreal Canadiens | Buffalo Sabres - Montreal Canadiens | Buffalo Sabres - Montreal Canadiens | Buffalo Sabres - Montreal Canadiens |
| Data                                | Wyjazd                              | Wyjazd                              | Dom                                 | Dom                                 |                                     |                                     |
| ----------------------------------- | ----------------------------------- | ----------------------------------- | ----------------------------------- | ----------------------------------- | ----------------------------------- | ----------------------------------- |
| 27 kwietnia                         | Montreal                            | 5                                   | 6                                   | Buffalo                             | Po dogrywce                         |                                     |
| 29 kwietnia                         | Montreal                            | 2                                   | 4                                   | Buffalo                             |                                     |                                     |
| 1 maja                              | Buffalo                             | 0                                   | 7                                   | Montreal                            |                                     |                                     |
| 3 maja                              | Buffalo                             | 2                                   | 8                                   | Montreal                            |                                     |                                     |
| 6 maja                              | Montreal                            | 4                                   | 5                                   | Buffalo                             | Po dogrywce                         |                                     |
| 8 maja                              | Buffalo                             | 4                                   | 3                                   | Montreal                            |                                     |                                     |
| Buffalo wygrało 4:2                 |                                     |                                     |                                     |                                     |                                     |                                     |

### Finał Pucharu Stanleya
| Philadelphia Flyers - Buffalo Sabres               | Philadelphia Flyers - Buffalo Sabres | Philadelphia Flyers - Buffalo Sabres | Philadelphia Flyers - Buffalo Sabres | Philadelphia Flyers - Buffalo Sabres | Philadelphia Flyers - Buffalo Sabres | Philadelphia Flyers - Buffalo Sabres |
| Data                                               | Wyjazd                               | Wyjazd                               | Dom                                  | Dom                                  |                                      |                                      |
| -------------------------------------------------- | ------------------------------------ | ------------------------------------ | ------------------------------------ | ------------------------------------ | ------------------------------------ | ------------------------------------ |
| 15 maja                                            | Buffalo                              | 1                                    | 4                                    | Philadelphia                         |                                      |                                      |
| 18 maja                                            | Buffalo                              | 1                                    | 2                                    | Philadelphia                         |                                      |                                      |
| 20 maja                                            | Philadelphia                         | 4                                    | 5                                    | Buffalo                              | Po dogrywce                          |                                      |
| 22 maja                                            | Philadelphia                         | 2                                    | 4                                    | Buffalo                              |                                      |                                      |
| 25 maja                                            | Buffalo                              | 1                                    | 5                                    | Philadelphia                         |                                      |                                      |
| 27 maja                                            | Philadelphia                         | 2                                    | 0                                    | Buffalo                              |                                      |                                      |
| Philadelphia wygrała 4:2 i zdobyła Puchar Stanleya |                                      |                                      |                                      |                                      |                                      |                                      |

## Nagrody
| Art Ross Trophy:                | Bobby Orr, Boston Bruins                             |
| Hart Memorial Trophy:           | Bobby Clarke, Philadelphia Flyers                    |
| Lady Byng Memorial Trophy:      | Marcel Dionne, Detroit Red Wings                     |
| Vezina Trophy:                  | Bernie Parent, Philadelphia Flyers                   |
| Calder Memorial Trophy:         | Eric Vail, Atlanta Flames                            |
| James Norris Memorial Trophy:   | Bobby Orr, Boston Bruins                             |
| Bill Masterton Memorial Trophy: | Don Luce, Buffalo Sabres                             |
| Lester Patrick Trophy:          | Donald M. Clark, William L. Chadwick, Thomas N. Ivan |
| NHL Plus/Minus Award:           | Bobby Orr, Boston Bruins                             |
| Lester B. Pearson Award:        | Bobby Orr, Boston Bruins                             |
| Jack Adams Award:               | Bob Pulford, Los Angeles Kings                       |